# Carlos Castro Perelman
Carlos Castro Perelman (Bogotá, 7 de abril de 1954) (también publica bajo el nombre de Carlos Castro) es un físico colombiano. Emigró a los Estados Unidos después de haberse criado y estudiado en Europa. Se licenció en el Instituto de Tecnología de Massachusetts (MIT) y se doctoró en Física en la Universidad de Tejas en Austin. Su trabajo original sobre la Relatividad Extendida en Espacios de Clifford fue reconocido cuando fue nominado para un premio de la Fundación de Peter Gruber en el 2000, y recibió atención en la prensa generalista internacional. Su contribución a la conjetura de Riemann ha suscitado interés en los círculos académicos. Ha colaborado y desarrollado aún más la Relatividad Extendida en Espacios de Clifford con Matej Pavsic, profesor en el Instituto Josef Stefan en Liubliana (Eslovenia).

## Formación y carrera
Castro-Perelman trabajó bajo la supervisión de Philip Morrison en el Instituto de Tecnología de Massachusetts (MIT) donde se licenció en Física y luego bajo la tutela de Yuval Ne'eman en la Universidad de Tejas en Austin donde se doctoró en física teórica en 1991. Ha escrito 160 artículos en diversas revistas, en la mayoría de ellos como único autor, entre ellas Classical and Quantum Gravity, Annals of Physics, Physics Letters B, Journal of Mathematical Physics, Physical Review D, Journal of Geometry and Physics, Journal of Physics A y Foundations of Physics. MathSciNet ha listado 90 de esos artículos. Los 89 artículos que Castro-Perelman ha colgado en la red se han consultado más de 55.000 veces.
Su áreas principales de investigación son la Relatividad Extendida en Espacios de Clifford; la Relatividad Recíproca de Born; gravedad, cuerdas y membranas; gran unificación; fractales; Teoría Cuántica de Campos, Física Matemática; Geometría No conmutativa y Teoría de Números.

## Publicaciones selectas
1. Carlos Castro, “Progress in Clifford Space Gravity ”, Advances in Applied Clifford Algebras, vol. 23, n.º 1 (2013), págs. 39-62.
2. C. Castro, "Lanczos-Lovelock and f(R) Gravity from Clifford Space Geometry", International Journal of Theoretical Physics, vol. 52, n.º 1 (2013), págs. 28-41.
3. C. Castro, "On the Riemann Hypothesis, Area Quantization, Dirac Operators, Modularity and Renormalization Group " ’’International Journal of Geometric Methods in Modern Physics’’ vol. 7, (2010) págs. 1-31.
4. C. Castro, "A Clifford Cl ( 5, C ) Unified Gauge Field Theory of Conformal Gravity, Maxwell and U (4 ) x U ( 4 ) Yang-Mills in 4D", Advances in Applied Clifford Algebras, vol. 22, n.º 1 (2012), págs. 1-21.
5. Castro-Perelman, C. y Lopez-Corredoira, M. ’’Against the Tide’’. Orlando, FL: Universal Publishers (2009).